# Meta dolloff
Espèce
Statut de conservation UICN

 VU D2 : Vulnérable
Meta dolloff est une espèce d'araignées aranéomorphes de la famille des Tetragnathidae.

## Distribution
Cette espèce est endémique de Californie aux États-Unis,. Elle est se rencontre dans le comté de Santa Cruz dans les grottes Empire Cave, Dolloff Cave, Bat Cave, Stearns Cave et Stump Cave.

## Description
Le mâle holotype mesure 11,0 mmet la femelle paratype 14,0 mm.

## Étymologie
Son nom d'espèce lui a été donné en référence au lieu de sa découverte, la grotte Dolloff Cave.

## Publication originale
- Levi, 1980 : The orb-weaver genus Mecynogea, the subfamily Metinae and the genera Pachygnatha, Glenognatha and Azilia of the subfamily Tetragnathinae north of Mexico (Araneae: Araneidae). Bulletin of the Museum of Comparative Zoology at Harvard College, vol. 149, p. 1-74 (texte intégral).